# Paradarisa tetragonaria
Paradarisa tetragonaria là một loài bướm đêm trong họ Geometridae.